# Staffage

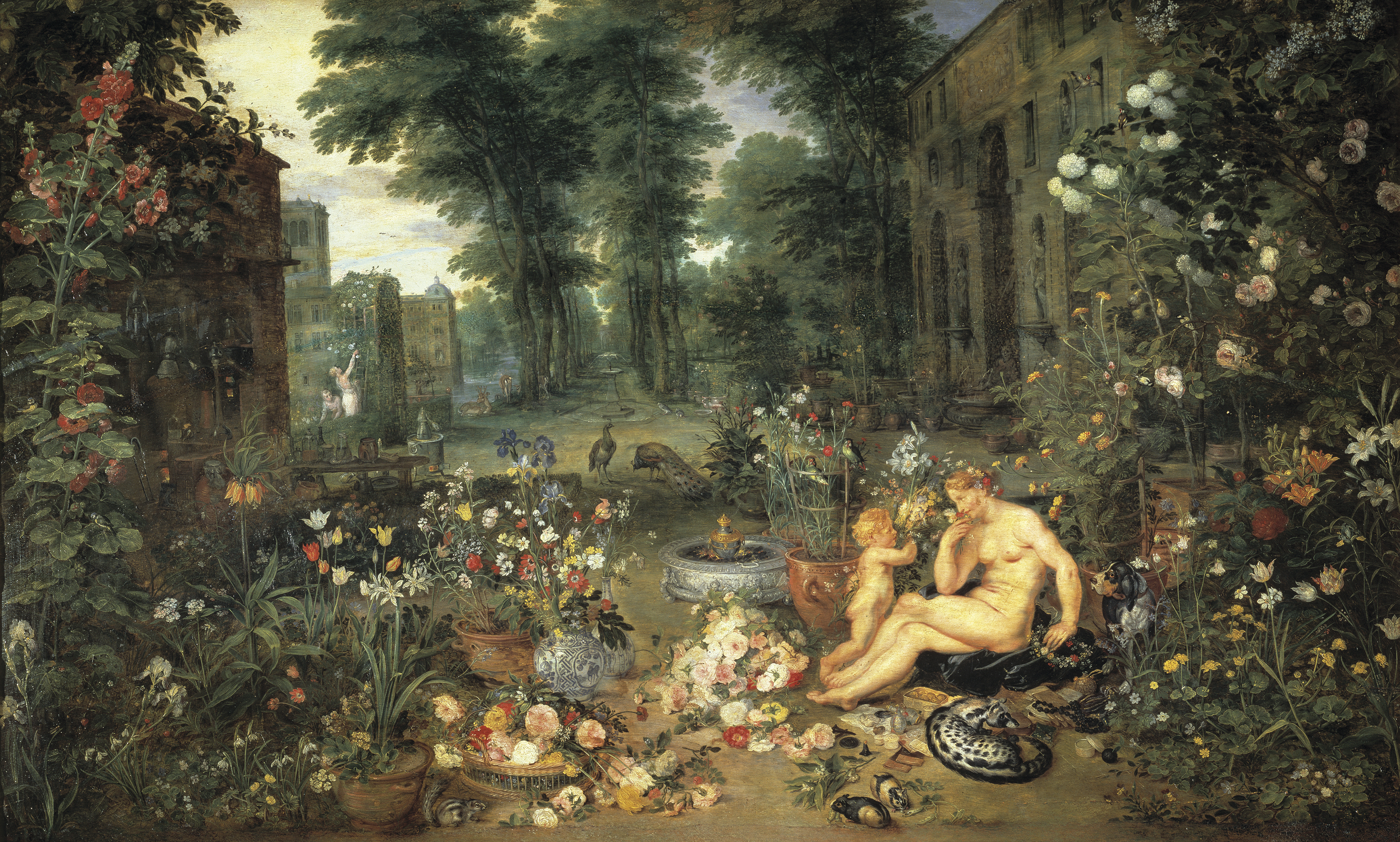
In questo quadro a quattro mani Jan Bruegel il Vecchio ha dipinto lo sfondo e gli elementi naturali, mentre Peter Paul Rubens ha dipinto le figure di staffage

In pittura, lo staffage (pron. francese /stafaʒ) è un termine utilizzato per descrivere le figure umane e animali raffigurate in una scena, specialmente in un paesaggio, che non sono l'argomento principale dell'opera. Queste figure sono spesso di dimensioni ridotte e vengono inserite per aggiungere un'indicazione di scala e aumentare l'interesse della composizione.

## Storia
Prima dell'adozione del termine nelle arti visive alla fine del XVIII e all'inizio del XIX secolo, Staffage in tedesco poteva significare "accessori" o "decorazione". Il termine può essere usato in due sensi: come termine generico per qualsiasi figura umana in un'opera, anche quando sono, almeno apparentemente, il soggetto principale, e come termine descrittivo per figure di corredo a cui non è associata alcuna identità o storia specifica, incluse semplicemente per ragioni compositive o decorative. In quest'ultimo senso, lo staffage è un accessorio della scena, ma aggiunge vita all'opera; fornisce profondità al dipinto e rafforza il soggetto principale, oltre a dare una scala chiara al resto della composizione.
Durante il Barocco, pittori come Nicolas Poussin e Claude Lorrain usarono comunemente lo staffage. Alcuni specialisti del paesaggio, soprattutto in area fiamminga o olandese, assoldavano altri pittori più abili nel dipingere le figure umane per aggiungere lo staffage alle loro opere. Le figure di staffage nel secondo senso definito sopra sono sempre senza nome e dovrebbero essere distinte da figure altrettanto piccole ma con un'identità, che venivano anche utilizzate nei paesaggi in un modo tecnicamente molto simile. Tuttavia, quando vengono utilizzate figure bibliche o mitologiche con un nome, invece di "pastori" o "soldati" senza nome, ciò ha l'effetto, secondo la teoria contemporanea della gerarchia dei generi, di trasformare un dipinto di paesaggio in un dipinto di storia più prestigioso e spesso più prezioso, anche quando le figure sono piccole e poco visibili in un grande paesaggio. Spesso a tali opere vengono attribuiti titoli moderni nella forma "Paesaggio con ...".
Lo staffage dovrebbe anche essere distinto dalle figure nei dipinti di genere, che sono anch'esse anonime e tipicamente appartenenti al popolo comune, ma che costituiscono il soggetto principale del dipinto.
Nel XIX secolo, venivano pubblicati libri con modelli per centinaia di diverse figure di staffage affinché i pittori le "ritagliassero e incollassero" nelle loro composizioni. Artisti precedenti spesso conservavano disegni di tali figure di modello, e le stesse figure spesso ricorrevano in diverse opere di un artista, e talvolta si poteva risalire al loro passaggio ad altri artisti.